# Eueupithecia
Eueupithecia là một chi bướm đêm thuộc họ Geometridae.